# 635
Năm 635 là một năm trong lịch Julius. 

## Mất
- 25 tháng 6: Đường Cao Tổ , hoàng đế khai quốc triều Đường (s.566)